# Connor Swift
Connor Swift (ur. 30 października 1995 w Thorne) – brytyjski kolarz szosowy.

## Osiągnięcia
Opracowano na podstawie:

2018
- 1. miejsce w mistrzostwach Wielkiej Brytanii (start wspólny)
- 2. miejsce w Kreiz Breizh Elites

2021
- 1. miejsce w Tro Bro Leon
- 1. miejsce w Tour Poitou-Charentes en Nouvelle-Aquitaine

2022
- 3. miejsce w Tro Bro Leon

## Rankingi
| Rok             | 2017  | 2018 | 2019 | 2020  | 2021 | 2022 | 2023 | 2024 |
| --------------- | ----- | ---- | ---- | ----- | ---- | ---- | ---- | ---- |
| World Ranking   | 1196. | 385. | 748. | 1051. | 88.  | 223. | 418. | 689. |
| UCI Europe Tour | 774.  | 205. | 544. | 818.  | 74.  | 183. | -    | -    |
|                 |       |      |      |       |      |      |      |      |
| Źródło: UCI     |       |      |      |       |      |      |      |      |